# Myrmeleon (Myrmeleon) immanis
Myrmeleon (Myrmeleon) immanis is een insect uit de familie van de mierenleeuwen (Myrmeleontidae), die tot de orde netvleugeligen (Neuroptera) behoort. 
Myrmeleon (Myrmeleon) immanis is voor het eerst wetenschappelijk beschreven door Walker in 1853.